# Мінська округа (ЦУСЗ)
Мінська округа (біл. Менская акруга, пол. okręg miński) — адміністративний округ, утворений 15 вересня 1919 у структурі Цивільного управління східних земель (ЦУСЗ). 
До складу Мінської округи ввійшли Бобруйський, Борисовський, Ігуменський, Мінський і Слуцький повіти.
9 лютого 1920 до Мінської округи ввійшов утворений з Лепельського і Полоцького повітів новий побільшений Лепельський повіт із тимчасовим центром у Кубличах.

## Демографія
За даними перепису, у грудні 1919 р. в окрузі проживали 1 091 138 осіб, з яких 64,5% назвалися білорусами, 14,6% — поляками, 11,3% — євреями, 3,5% — тутейшими, 0,2% — литовцями, 5,9% — представниками інших національностей (переважно росіянами). Його найбільшими містами були: Мінськ (102 392 жителі), Бобруйськ (29 704 мешканці) і Слуцьк (14 162 жителі). На території округи існував ще 8781 населений пункт, з яких 1 налічував 5-10 тис. мешканців, а 31 — 1-5 тис. душ.

## Освіта
У Мінській окрузі у 1919/1920 навчальному році діяло 1123 народні школи, 71 середня школа та 14 професійно-технічних училищ. Загалом у них навчалося 84 690 учнів і працювало 2454 викладачі. Серед народних шкіл було 643 з російською мовою викладання (42 541 учнів, 906 учителів), 262 — з польською мовою викладання (13 106 учнів, 348 учителів), 194 — з білоруською мовою викладання (10 417 учнів, 271 учитель) і 24 — з мовою викладання їдиш (2633 учні, 99 учителів). Найкращі умови викладання існували в єврейських школах (1 учитель на 27 учнів), а найгірші — в російських (1 учитель на 47 учнів). У березні 1920 року працювало 279 шкіл, які навчали польською, і 1208 шкіл, де викладання велося іншими мовами.

## Докладний адміністративний поділ
Площа і чисельність населення на основі даних російських переписів.
| Мінська округа |       |         |  |           |         |
| Бобруйський | 10500 | 188.976 |  | Бобруйськ | 29.704  |
| Борисовський | 6700  | 147.673 |  | Борисов   | 5.452   |
| Ігуменський | 8010  | 221.758 |  | Ігумень   | 4.669   |
| Лепельський¹ | ?     | ?       |  | Кубличі   | ?       |
| Мінський | 5213  | 304.004 |  | Мінськ ²  | 102.392 |
| Мінський міський повіт² | ?     | 102.392 |  | Мінськ    | 102.392 |
| Слуцький | 5524  | 228.727 |  | Слуцьк    | 14.162  |
| ¹ 9 лютого 1920 з територій Лепельського і Полоцького повітів із тимчасовим центром у Кубличах утворено новий Лепельський повіт, який увійшов до складу Мінської округи. |       |         |  |           |         |
| ² 15 жовтня 1919 утворено Мінський міський повіт (Dz. Urz. ZCZW z 1919 r. Nr 26, poz. 276).                                                                              |       |         |  |           |         |